# Simões Filho
Simões Filho város Brazíliában, Bahia államban. Lakosainak száma 114 559 fő (2022). Simões Filho Salvador da Bahia, Camaçari, Candeias, Dias d'Ávila és Lauro de Freitas községekkel határos.

## Népesség
A település népességének változása:
| Lakosok száma | 94 066 | 118 047 | 133 202 | 135 783 | 137 117 | 114 559 |
|               | 2000   | 2010    | 2015    | 2020    | 2021    | 2022    |